# پنج، لندن
longitudeپنج، لندنlatitudeپنج، لندن
پنج، لندن (به انگلیسی: Penge) یک ناحیه در لندن است که در منطقه بروملی لندن واقع شده‌است.

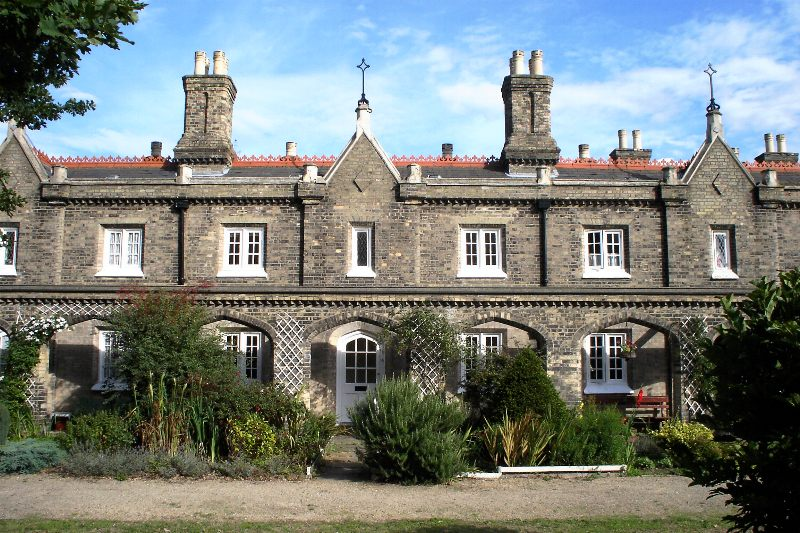
The Watermen's Almshouses